# Metionina sintasi
La metionina sintasi è un enzima appartenente alla classe delle transferasi, che catalizza la seguente reazione:
5-metiltetraidrofolato + L-omocisteina ⇄ tetraidrofolato + L-metionina
L'enzima contiene zinco e cobalamina. L'enzima diviene inattivo occasionalmente durante il suo ciclo mediante l'ossidazione del Co(I) a Co(II). La riattivazione per mezzo della metilazione riduttiva è catalizzata dallo stesso enzima, utilizzando la :S-adenosil-L-metionina come donatore di metile ed un sistema riducente. Per l'enzima dei mammiferi, il sistema riducente comprende NADPH e (metionina sintasi) reduttasi (numero EC 1.16.1.8). Nei batteri, l'agente riducente è la flavodossina e non è necessario nessun ulteriore catalizzatore (la flavodossina è mantenuta nello stato ridotto da NADPH e ferredossina—NADP+ reduttasi, numero EC 1.18.1.2). 
Agisce sul monoglutammato- e sul triglutammato-folato, al contrario della 5-metiltetraidropteroiltriglutammato—omocisteina S-metiltransferasi (numero EC 2.1.1.14), che agisce solo sul triglutammato-folato.